# Hayange
Hayange là một xã trong vùng Grand Est, thuộc tỉnh Moselle, quận Thionville-Ouest, tổng Hayange. Tọa độ địa lý của xã là 49° 19' vĩ độ bắc, 06° 03' kinh độ đông. Hayange cách khoảng 10 km về phía tây nam của Thionville.

## Các thành phố kết nghĩa
- Arlon, Bỉ

## Nhân vật nổi tiếng
- Sylvain Kastendeuch, cầu thủ đội tuyển bóng đá quốc gia